# Furacão Cosme (2007)
O furacão Cosme foi um furacão menor que ameaçou o Havaí em meados de julho de 2007. O sexto ciclone tropical e o terceiro ciclone tropical nomeado da temporada de furacões no Pacífico de 2007. O furacão desenvolveu-se de uma onda tropical em 14 de julho de 2007. O sistema rapidamente ganhou força e tornou-se uma tempestade tropical em 15 de julho. A tempestade continuou-se a fortalecer e em 16 de julho, Cosme se tornou um furacão. Apenas seis horas após ter sido classificado como um furacão, Cosme perdeu força, devido às águas frias e ventos de cisalhamento que encontrava no seu caminho. O enfraquecimento foi lento, mas em 18 de julho, o NHC classificou o sistema como depressão tropical. No final da noite de 19 de julho, Cosme adentrou a área de responsabilidade do CPHC e este começou a emitir avisos sobre o sistema. Cosme continuou a seguir seu caminho para o oeste. No dia 21 de julho, Cosme passou a 295 km de Big Island, Havaí, trazendo chuvas torrenciais e ventos fortes de 55 a 65 km/h. O último aviso do CPHC sobre Cosme foi emitido na tarde de 22 de julho e Cosme se dissipou totalmente por volta de meio-dia de 24 de julho. Apesar das chuvas e ventos no Havaí, não houve registros de danos nem feridos relacionados com a passagem de Cosme.

## História meteorológica, preparativos e impactos

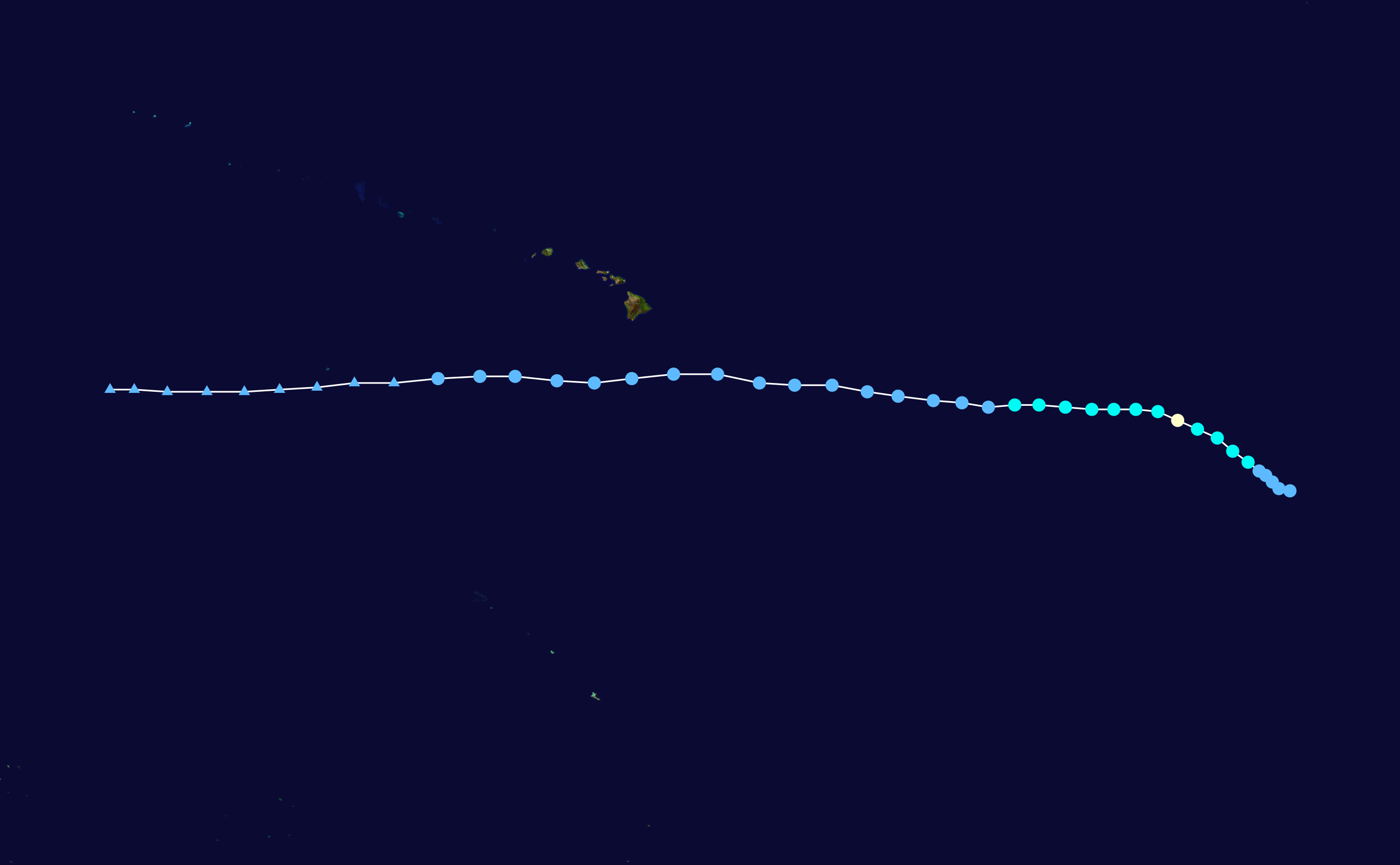
O caminho de Cosme

Uma onda tropical que deixou a costa da África em 27 de junho cruzou lentamente o Oceano Atlântico e o Mar do Caribe por vários dias. Foi difícil para a onda tropical atravessar o Oceano Atlântico devido à falta de convecção de ar. Foi estimado que a onda tropical tenha atingido a América Central em 7 de julho e emergido no Oceano Pacífico em 8 de julho.
A onda começou a demonstrar sinais de organização em 10 de julho, mas ela estava ligada a zona de convergência intertropical (ZCI). No dia 13 de julho, a onda separou-se da ZCI e começou a se organizar e desenvolveu uma circulação de ar de superfície e convecção de ar para ser declarado pelo NHC como a depressão tropical Seis-E por volta do meio-dia de 14 de julho. Posteriormente, a depressão começou a desenvolver algumas bandas curvas de tempestade, demonstrando atividade ciclônica.
A depressão tinha uma circulação de ar muito grande e começou a se mover para o noroeste devido a uma crista que se enfraquecia ao seu norte. No dia seguinte, a convecção de ar aprofundou-se e bandas de tempestades destacadas se desenvolveram, levando o NHC a classificar o sistema como tempestade tropical Cosme, por volta das 18:00 UTC. Posteriormente, a tempestade começou a se fortalecer, desenvolvendo um padrão de nuvens com bandas de tempestades em espirais. Com condições ambientais favoráveis (águas mornas e pouco vento de cisalhamento), Cosme tornou-se um furacão em 16 de julho, com ventos sustentados de 120 km/h. Apenas seis horas depois, Cosme encontrou águas frias e ventos de cisalhamento, que fizeram o furacão se enfraquecer para tempestade tropical. Com uma nova crista ao seu norte, Cosme começou a se mover para oeste. Na manhã de 17 de julho, Cosme encontrou águas mais frias (25 °C) e fortes ventos de cisalhamento e o sistema tornou-se uma depressão tropical, por volta das 18:00 UTC de 18 de julho. Por volta das 23:30 UTC do mesmo dia, a depressão tropical Cosme cruzou o meridiano 140°O, adentrando a área de responsabilidade do CPHC (Central Pacific Hurricane Center).
Um alerta de condições meteorológicas ruins foi emitido para Big Island, Havaí. Chuvas torrenciais e rajadas de vento de 80 km/h afetaram a ilha em 21 de julho, quando Cosme passava 295 km ao sul de Big Island. Apesar disto, não foram registrados danos nem feridos devido à passagem de Cosme perto do Havaí. Na tarde de 22 de julho, Cosme começou a se dissipar, tornando-se uma área de baixa pressão por volta das 18:00 UTC e dissipando-se por completo na manhã de 24 de julho.